# Kacy Butterfield
Kacy Milan Butterfield (24 gennaio 1998) è un calciatore bermudiano, centrocampista del Basford Utd e della nazionale bermudiana.

## Caratteristiche tecniche
È un mediano.

## Carriera

### Club
Ha cominciato a giocare nel Robin Hood. Nel 2016 passa al Walsall. Nella stagione 2017-2018 è stato ceduto in prestito, prima al Leamington e poi al Rushall Olympic. Al termine della stagione è rimasto svincolato. Il 1º febbraio 2019 il Kidderminster ne ha ufficializzato l'ingaggio.

### Nazionale
Ha debuttato in nazionale il 25 febbraio 2019, nell'amichevole Cuba-Bermuda (2-2). Ha partecipato, con la nazionale, alla CONCACAF Gold Cup 2019.